# Литвиненко Василь Тимофійович
Василь Тимофійович Литвиненко (1 січня 1900, селище Курахівка Бахмутського повіту, нині село Зоряне Мар'їнського району Донецької області — 15 жовтня 1960, село Зоряне Селидівської міської ради Сталінської області) —  український радянський діяч, новатор сільськогосподарського виробництва, голова колгоспу імені Сталіна селища Курахівки Селидівського району Донецької області. Двічі Герой Соціалістичної Праці (16.02.1948, 26.02.1958). Депутат Верховної Ради СРСР 4—5-го скликань.

## Біографія
Народився у селянській родині. З дитячих років працював наймитом, коногоном на шахті. З 1917 до 1921 року працював робітником на залізниці, з 1921 до 1924 року — забійником і вибірником породи на шахті. У 1924—1930 роках працював у галузі торгівлі, керував сільським споживчим товариством. У 1930—1941 роках — бухгалтер колгоспу імені Сталіна селища Курахівки на Донбасі. У 1931 році закінчив початкову сільську школу та курси рахівників.
З жовтня 1941 року — в Червоній армії. Учасник німецько-радянської війни з 1942 року.
Після демобілізації, у 1945—1946 роках працював бухгалтером колгоспу імені Сталіна селища Курахівки Селидівської міської ради Сталінської області.
Член ВКП(б) з 1948 року.
У 1946—1960 роках — голова колгоспу імені Сталіна селища Курахівки Селидівської міської ради Сталінської області. За короткий час вивів артіль у число передових в Сталінській області та в Українській РСР. У 1954—1960 роках колгосп імені Сталіна — щорічний учасник ВСГВ (Всесоюзної сільськогосподарської виставки) і ВДНГ (Виставки досягнень народного господарства) СРСР, нагороджений дипломом 1-го ступеня за здобуття в 1954 року середніх удоїв 4230 кг молока на одну корову (від 360 корів).

## Нагороди
- двічі Герой Соціалістичної Праці (16.02.1948, 26.02.1958)
- два ордени Леніна (16.02.1948, 17.06.1949)
- орден Червоної Зірки (1945)
- дві Великі золоті медалі Всесоюзної сільськогосподарської виставки
- медалі